# The Blister Exists
A The Blister Exists a Slipknot amerikai heavy metal együttes egyik dala és az ötödik, utolsó kislemez a Vol. 3 (The Subliminal Verses) albumon. A dal videóklipje 2007 februárjában jelent meg. A videóklipben a zenekar élőben játssza a dalt vágott részekkel a rajongókról. Ez nagyon hasonló az előző, a The Nameless videóklipjéhez.
A dal ismert a közepén és a végén lévő dobszólójáról. A legtöbb koncerten játssza a zenekar.
A dalt a The Subliminal Verses World Tour nevű turnén első dalként játszották, miután a közönségnek tudatták, ezt:  "due to unforeseen circumstances, Slipknot will not be performing this evening." Ez magyarra fordítva az, hogy "váratlan körülmények miatt a Slipknot nem lép fel ma este".

## Fordítás
- Ez a szócikk részben vagy egészben a The Blister Exists című egyszerűsített angol Wikipédia-szócikk ezen változatának fordításán alapul.  Az eredeti cikk szerkesztőit annak laptörténete sorolja fel. Ez a jelzés csupán a megfogalmazás eredetét és a szerzői jogokat jelzi, nem szolgál a cikkben szereplő információk forrásmegjelöléseként.